# Tugrik

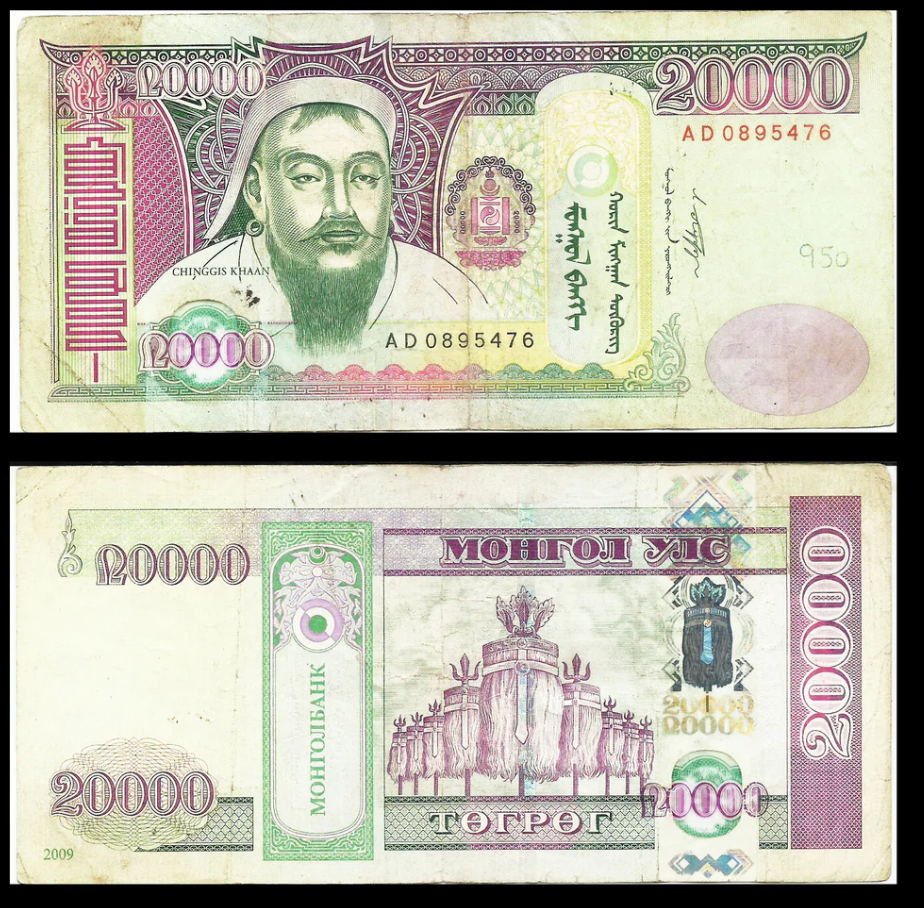
Billet de 20 000 tugrik - dessin de 2006.

Le tugrik, tougrik, tugrug ou tögrög (en mongol ᠲᠥᠭᠦᠷᠢᠭ, mongol cyrillique : төгрөг : « cercle, rond ») est la monnaie de la Mongolie. Son code ISO 4217 est MNT. Son symbole est ₮ (Unicode U+20AE).

## Historique
Après avoir été une république populaire communiste, le pays est entré dans l'économie de marché en 1992. Deux ans après, en 1993, une nouvelle série de billets a vu le jour en remplacement des pièces et billets d’inspiration communiste.
C'est une des monnaies ayant le plus petit taux de change par unité, un tugrik valant moins de trois centièmes de centime d'euro en 2024.

## Valeur et subdivision
Un möngö (en mongol : мөнгө, « argent ») vaut un centième de tugrik. En 2011, le taux de change varie aux alentours de 1 700 ₮ pour 1 €. En 2013, 2 000 ₮ pour 1 €. En 2017, 2 590 ₮ pour 1 €.

## Illustrations
Les billets de moins de 1 000 ₮ sont illustrés au recto du portrait du héros Damdin Sükhbaatar vêtu d'un costume traditionnel mongol et au verso de chevaux sur fond de paysage. Les billets de valeurs plus élevées portent au recto le portrait de Gengis Khan et au verso pour le 10 000 ₮ et le 5 000 ₮, l’illustration de la fontaine à aïrag construit par l'artisan parisien Guillaume à Karakorum au XIIIe siècle, d'après ce qu'en rapporte alors Guillaume de Rubrouck, ou, pour ceux de 500 ₮ et 1 000 ₮, une Ger tereg (yourte sur un char tiré par des bœufs comme en utilisaient les hordes).
Les centimes sont appelés möngö (mongol (écriture cyrillique) : мөнгө), il existe 3 billets, de 10, 20 et 50 möngö. Ils représentent les trois sports nationaux (mongol (écriture cyrillique) : Эрийн гурван наадам, littéralement : les trois jeux virils) pratiqués pendant la fête de Naadam que sont le tir à l'arc (sur le 10 möngö), la lutte mongole (sur le 20 möngö) et la course de chevaux (sur le 30 möngö).
L'ensemble des billets comportent différents textes et nombres.
Au recto :
- Verticalement, en son centre droit, du mongol bichig (écriture mongole traditionnelle) inscrit au milieu des laissez-passer de l'époque de la dynastie Yuan, dynastie mongole qui régnait sur la Chine au sein de l'Empire mongol aux XIIIe et XIVe siècles.
- Verticalement, à gauche, écriture pliée (version sigillaire  du mongol bichig).
- En haut à gauche, la valeur en chiffres arabes, en haut à droite et en bas à gauche, la valeur en chiffres mongols traditionnels.

En mongol bichig est écrit sur deux colonnes : ᠮᠣᠩᠭᠣᠯ ᠪᠠᠩᠻᠢ
X ᠲᠥᠭᠦᠷᠢᠭ (mongol bank X tögrög), où X est la valeur (avec déclinaison) du billet. Par exemple, pour le billet de 10 tögrög : ᠮᠣᠩᠭᠣᠯ ᠪᠠᠩᠻᠢ
ᠠᠷᠪᠠᠨ ᠲᠥᠭᠦᠷᠢᠭ (mongol bank arvan tögrög).
Au verso :
- Les textes sont écrits en mongol cyrillique. En haut, Монгол улс (mongol uls, littéralement Pays mongol, nom officiel de la Mongolie), verticalement (écriture tourné à 90° contre-horaire, монголбанк (mongolbank, littéralement Banque mongole), en bas à droite, төгрөг (tögrög, le nom mongol de la monnaie). En haut à gauche, la valeur de la monnaie en chiffres mongols, et à droite et en bas à gauche, en chiffres arabes. Enfin, tout à fait en bas à gauche, l'année de production du billet.

| Valeur    | Recto | Verso |
| --------- | ----- | ----- |
| +000,1 ₮  |       |       |
| +000,2 ₮  |       |       |
| +000,5 ₮  |       |       |
| +0 0001,₮ |       |       |
| +0 0005,₮ |       |       |
| +00010,₮  |       |       |
| +00020,₮  |       |       |
| +00050,₮  |       |       |
| +00100,₮  |       |       |
| +00500,₮  |       |       |
| +01 000,₮ |       |       |
| +05 000,₮ |       |       |
| +10 000,₮ |       |       |
| +20 000,₮ |       |       |